# Liga Światowa w Piłce Siatkowej 2010 (finał)
Finał rozegrany zostanie 25 lipca.

## Mecz
| 25 lipca 2010 | Rosja                  | 1:3 (22:25, 22:25, 25:16, 23:25) | Brazylia            | Orfeo Superdomo, Cordoba                     |  |
| 21:10         | Maxim Mikhaylov 20 pkt | raport                           | Dante Amaral 18 pkt | Widzów: 9 200 Sędziowie: K. Kim i U. Sukullu |  |

## Finał
Niedziela, 25 lipca 2010

21:10 (UTC-3) - Orfeo Superdomo, Cordoba - Widzów: 9 200
| Rosja                  | 1:3 (22:25, 22:25, 25:16, 23:25) | Brazylia            |
| Maxim Mikhaylov 20 pkt | raport                           | Dante Amaral 18 pkt |

|                 |    |                   |        |
|                 |    |                   |        |
| R               | 6  | Sergey Grankin    | 1 pkt  |
| P               | 8  | Denis Biryukov    |        |
| P               | 10 | Yury Berezhko     | 11 pkt |
| Ś               | 13 | Dmitriy Muserskiy | 16 pkt |
| Ś               | 15 | Alexander Volkov  | 7 pkt  |
| A               | 17 | Maxim Mikhaylov   | 20 pkt |
| L               | 19 | Valery Komarov    |        |
| Zmiany:         |    |                   |        |
| A               | 2  | Semen Poltavskiy  | 3 pkt  |
| P               | 3  | Dmitry Krasikov   | 8 pkt  |
| P               | 4  | Taras Khtey       |        |
| Ś               | 7  | Alexey Kazakov    |        |
| R               | 16 | Sergey Makarov    | 2 pkt  |
| Trener:         |    |                   |        |
| Daniele Bagnoli |    |                   |        |

| Wyjściowe ustawienia drużyn w 1. secie                                                                           |
| --- |
| \| Berezhko Muserskiy Mikhaylov Biryukov Volkov Grankin Komarov Marlon Murilo Lucas Theo Dante Rodrigão Mario \| |
| |
| Berezhko Muserskiy Mikhaylov Biryukov Volkov Grankin Komarov Marlon Murilo Lucas Theo Dante Rodrigão Mario       |

| Berezhko Muserskiy Mikhaylov Biryukov Volkov Grankin Komarov Marlon Murilo Lucas Theo Dante Rodrigão Mario |

| Wyjściowe ustawienia drużyn w 2. secie                                                                           |
| --- |
| \| Grankin Berezhko Muserskiy Mikhaylov Krasikov Volkov Komarov Marlon Murilo Lucas Theo Dante Rodrigão Mario \| |
| |
| Grankin Berezhko Muserskiy Mikhaylov Krasikov Volkov Komarov Marlon Murilo Lucas Theo Dante Rodrigão Mario       |

| Grankin Berezhko Muserskiy Mikhaylov Krasikov Volkov Komarov Marlon Murilo Lucas Theo Dante Rodrigão Mario |

| Wyjściowe ustawienia drużyn w 3. secie                                                                           |
| --- |
| \| Volkov Grankin Berezhko Muserskiy Mikhaylov Krasikov Komarov Marlon Murilo Lucas Theo Dante Rodrigão Mario \| |
| |
| Volkov Grankin Berezhko Muserskiy Mikhaylov Krasikov Komarov Marlon Murilo Lucas Theo Dante Rodrigão Mario       |

| Volkov Grankin Berezhko Muserskiy Mikhaylov Krasikov Komarov Marlon Murilo Lucas Theo Dante Rodrigão Mario |

| Wyjściowe ustawienia drużyn w 4. secie                                                                           |
| --- |
| \| Grankin Berezhko Muserskiy Mikhaylov Krasikov Volkov Komarov Rodrigão Marlon Murilo Sidão Theo Dante Mario \| |
| |
| Grankin Berezhko Muserskiy Mikhaylov Krasikov Volkov Komarov Rodrigão Marlon Murilo Sidão Theo Dante Mario       |

| Grankin Berezhko Muserskiy Mikhaylov Krasikov Volkov Komarov Rodrigão Marlon Murilo Sidão Theo Dante Mario |

|                  |    |                     |        |
|                  |    |                     |        |
| P                | 8  | Murilo Endres       | 8 pkt  |
| A                | 9  | Theo                | 16 pkt |
| Ś                | 14 | Rodrigão            | 9 pkt  |
| Ś                | 16 | Lucas Saatkamp      | 2 pkt  |
| R                | 17 | Marlon Muraguti     | 3 pkt  |
| P                | 18 | Dante Amaral        | 18 pkt |
| L                | 19 | Mario da Silva Jr.  | 1 pkt  |
| Zmiany:          |    |                     |        |
| R                | 1  | Bruno Rezende       |        |
| Ś                | 5  | Sidão               | 2 pkt  |
| P                | 7  | Giba                | 1 pkt  |
| P                | 11 | Thiago Soares Alves |        |
| P                | 12 | João Paulo Tavares  | 2 pkt  |
| Trener:          |    |                     |        |
| Bernardo Rezende |    |                     |        |

|                 |    |                   |        |
|                 |    |                   |        |
| R               | 6  | Sergey Grankin    | 1 pkt  |
| P               | 8  | Denis Biryukov    |        |
| P               | 10 | Yury Berezhko     | 11 pkt |
| Ś               | 13 | Dmitriy Muserskiy | 16 pkt |
| Ś               | 15 | Alexander Volkov  | 7 pkt  |
| A               | 17 | Maxim Mikhaylov   | 20 pkt |
| L               | 19 | Valery Komarov    |        |
| Zmiany:         |    |                   |        |
| A               | 2  | Semen Poltavskiy  | 3 pkt  |
| P               | 3  | Dmitry Krasikov   | 8 pkt  |
| P               | 4  | Taras Khtey       |        |
| Ś               | 7  | Alexey Kazakov    |        |
| R               | 16 | Sergey Makarov    | 2 pkt  |
| Trener:         |    |                   |        |
| Daniele Bagnoli |    |                   |        |

| Wyjściowe ustawienia drużyn w 1. secie                                                                           |
| --- |
| \| Berezhko Muserskiy Mikhaylov Biryukov Volkov Grankin Komarov Marlon Murilo Lucas Theo Dante Rodrigão Mario \| |
| |
| Berezhko Muserskiy Mikhaylov Biryukov Volkov Grankin Komarov Marlon Murilo Lucas Theo Dante Rodrigão Mario       |

| Berezhko Muserskiy Mikhaylov Biryukov Volkov Grankin Komarov Marlon Murilo Lucas Theo Dante Rodrigão Mario |

| Wyjściowe ustawienia drużyn w 2. secie                                                                           |
| --- |
| \| Grankin Berezhko Muserskiy Mikhaylov Krasikov Volkov Komarov Marlon Murilo Lucas Theo Dante Rodrigão Mario \| |
| |
| Grankin Berezhko Muserskiy Mikhaylov Krasikov Volkov Komarov Marlon Murilo Lucas Theo Dante Rodrigão Mario       |

| Grankin Berezhko Muserskiy Mikhaylov Krasikov Volkov Komarov Marlon Murilo Lucas Theo Dante Rodrigão Mario |

| Wyjściowe ustawienia drużyn w 3. secie                                                                           |
| --- |
| \| Volkov Grankin Berezhko Muserskiy Mikhaylov Krasikov Komarov Marlon Murilo Lucas Theo Dante Rodrigão Mario \| |
| |
| Volkov Grankin Berezhko Muserskiy Mikhaylov Krasikov Komarov Marlon Murilo Lucas Theo Dante Rodrigão Mario       |

| Volkov Grankin Berezhko Muserskiy Mikhaylov Krasikov Komarov Marlon Murilo Lucas Theo Dante Rodrigão Mario |

| Wyjściowe ustawienia drużyn w 4. secie                                                                           |
| --- |
| \| Grankin Berezhko Muserskiy Mikhaylov Krasikov Volkov Komarov Rodrigão Marlon Murilo Sidão Theo Dante Mario \| |
| |
| Grankin Berezhko Muserskiy Mikhaylov Krasikov Volkov Komarov Rodrigão Marlon Murilo Sidão Theo Dante Mario       |

| Grankin Berezhko Muserskiy Mikhaylov Krasikov Volkov Komarov Rodrigão Marlon Murilo Sidão Theo Dante Mario |

|                  |    |                     |        |
|                  |    |                     |        |
| P                | 8  | Murilo Endres       | 8 pkt  |
| A                | 9  | Theo                | 16 pkt |
| Ś                | 14 | Rodrigão            | 9 pkt  |
| Ś                | 16 | Lucas Saatkamp      | 2 pkt  |
| R                | 17 | Marlon Muraguti     | 3 pkt  |
| P                | 18 | Dante Amaral        | 18 pkt |
| L                | 19 | Mario da Silva Jr.  | 1 pkt  |
| Zmiany:          |    |                     |        |
| R                | 1  | Bruno Rezende       |        |
| Ś                | 5  | Sidão               | 2 pkt  |
| P                | 7  | Giba                | 1 pkt  |
| P                | 11 | Thiago Soares Alves |        |
| P                | 12 | João Paulo Tavares  | 2 pkt  |
| Trener:          |    |                     |        |
| Bernardo Rezende |    |                     |        |

- I sędzia:  K. Kim
- II sędzia:  U. Sukullu
- Czas trwania meczu: 118 min